# Dirhinus himalayanus
Dirhinus himalayanus is een vliesvleugelig insect uit de familie bronswespen (Chalcididae). De wetenschappelijke naam is voor het eerst geldig gepubliceerd in 1836 door Westwood.